# Eugen von Albori
Baron Eugen Maria Vincenz Anton von Albori, avstrijski general, * 27. september 1838, † 4. november 1915.
Najbolj je znan kot avstrijski generalni guverner Bosne in Hercegovine v letih 1903–1907.

## Pregled vojaške kariere
Napredovanja
- generalmajor: 1. november 1884 (z dnem 16. novembrom 1884)
- podmaršal: 1. november 1889 (z dnem 5. novembrom 1889)
- Feldzeugmeister: 1. november 1897 (z dnem 25. oktobrom 1897)
- general pehote: 15. november 1908